# Coelotes poleneci
Coelotes poleneci là một loài nhện trong họ Amaurobiidae.
Loài này thuộc chi Coelotes. Coelotes poleneci được miêu tả năm 1964 bởi Wiehle.